# سیارک ۶۱۳۸۴
سیارک ۶۱۳۸۴ (به انگلیسی: 61384 Arturoromer، نامگذاری:2000QW) شصت و یک هزار و سیصد و هشتاد و چهارمین سیارک کشف شده‌است که در ۲۲ اوت ۲۰۰۰ کشف شد.